# Kollam
Kóllam (malajálamsky കൊല്ലം) je město na Malabárském pobřeží ve státě Kérala v Indické republice, sídlo stejnojmenného okresu. Je čtvrté největší město Kéraly a obchodní centrum jižní části státu. Má 349 033 obyvatel (2011).

## Historie
Město bylo kvetoucím obchodním centrem Malabárského pobřeží známým i Římanům. Své postavení si udrželo za čérské vlády i jako středisko samostatného státu Venad. Začátkem 16. století ho dobyli Portugalci. Roku 1663 Kollam přešel do nizozemských rukou, roku 1795 do britských.